# 진안군·무주군·장수군 (1973년 선거구)
진안군·무주군·장수군은 대한민국의 옛 국회의원 선거구이다. 당시 전라북도 진안군, 무주군, 장수군 지역을 관할했다.

## 역사
제9대 국회의원 선거를 앞두고 진안군 선거구와 장수군·무주군 선거구가 통합되면서 신설되었다.
제13대 국회의원 선거를 앞두고 소선거구제가 시행되었다. 이에 진안군·무주군·장수군 선거구는 관할 구역을 유지하면서 1인 선거구로 개편되었다.

## 역대 국회의원
| 선거   | 정당 | 정당       | 1위 의원 | 정당 | 정당       | 2위 의원 |
| ------ | ---- | ---------- | -------- | ---- | ---------- | -------- |
| 1973년 |      | 신민당     | 최성석   |      | 무소속     | 김광수   |
| 1978년 |      | 민주공화당 | 김광수   |      | 신민당     | 최성석   |
| 1981년 |      | 민주정의당 | 황인성   |      | 민주한국당 | 오상현   |
| 1985년 |      | 민주정의당 | 전병우   |      | 한국국민당 | 김광수   |

## 역대 선거 결과

### 대한민국 제9대 국회의원 선거
|  | 32.19% |

|  | 27.02% |

|  | 19.14% |

|  | 17.56% |

|  | 4.07% |

### 대한민국 제10대 국회의원 선거
|  | 35.66% |

|  | 25.35% |

|  | 14.42% |

|  | 8.04% |

|  | 6.42% |

|  | 4.97% |

|  | 2.69% |

|  | 1.62% |

|  | 0.79% |

### 대한민국 제11대 국회의원 선거
|  | 56.61% |

|  | 22.43% |

|  | 20.95% |

### 대한민국 제12대 국회의원 선거
|  | 43.30% |

|  | 19.98% |

|  | 19.27% |

|  | 17.43% |